# Саркофаг Лариса Пулены
Саркофаг Лариса Пулены, также известный как «Магистрат» (CIE 5430, TLE 131, ET Ta 1.17) — этрусский саркофаг, датируемый II или III веком до н. э. Он был обнаружен в Тарквинии, Италия и в настоящее время находится в Национальном археологическом музее Тарквинии.
На крышке находится скульптура лежащей фигуры Лариса Пулены, перед которой находится вырезанный в камне наполовину развёрнутый свиток с одной из самых длинных непрерывных надписей на этрусском языке, состоящей почти из 60 слов, что придаёт ей особую лингвистическую ценность.

## Надпись
1. l(a)ṛis. pulenas. larces. clan. larθal. p̣ap̣acs
2. velθurus. nefts. pruṃs. pulẹṣ. larisal. creices
3. ancn. zịχ. nẹθśrac̣. acasce. creals. tarχnalθ. spu
4. rem. lucaircẹ. ipa. ruθcva. caθas. hermeri. slicaχ̣eṃ
5. aprinθvale. luθcva. caθas. paχanac. alumnaθe. hermu
6. mele. crapisces. puts. χim. culsl. ḷẹp̣rnal. pśl. varχti. cẹrine. pul
7. alumnaθ. pul. hermu. huzrnatre. pśl. tenịṇ[e -5-]ci. meθlumt. pul.
8. hermu. θutuiθi. mlusna. ranvis. mlamṇạ[-10/12-] mnaθuras. par
9. niχ. amce. leśe. ḥ(e)rm(e)ri{er}

Текст начинается с имени покойного, наряду с именем его отца (Ларке), и, что необычно, также с именами его деда (Ларта), его дяди (Вельтуру) и его прадеда (Пуле Ларис Крейке, «грек» — возможно, Поллус, греческий провидец, живший около 400 года до н. э. и поселившийся в Черветери — этрусской Кисре). Остальная часть текста, по-видимому, рассказывает о достижениях покойного при жизни, в том числе о том, что он написал текст о гадании (ziχ neθśrac acas-ce). Он также служил жрецом Каты и Паки (этрусского Вакха, на тот момент находившимся в процессе слияния с Фуфлунсом, этрусским Дионисом). Кроме того, он, по-видимому, управлял городом Тарквиния (tarχnalθ spurem), будучи креалом (creal) — по-видимому, это какая-то высокая государственная должность.